# Trappola d'oro
Trappola d'oro (Thunder in the City) è un film del 1937, diretto da Marion Gering.

## Trama
Le strategie di marketing adottate da Daniel Armstrong, direttore della divisione pubblicità di una grande azienda americana – basate come sono su elementi appariscenti, che svariano da bande musicali e pubbliche parate a plateali sfilate di dirigibili – incontrano la disapprovazione del capo, Snyderling, che vorrebbe ci si attenesse a un modo di fare meno pacchiano e più contenuto, come quello in uso in Inghilterra. È alla volta di quel paese europeo che Daniel, risolta la sua collaborazione con Snyderling, fa volta, dopo aver preso commiato dalla segretaria Millie, dispiaciuta di vederlo partire.
A Londra Daniel ha lontani parenti, la famiglia di sir Challoner, un tempo facoltosa ma al momento decaduta, per quanto ancora in possesso dell'antico castello avito. È qui che i Challoner – sperando di trarre vantaggio economico da colui che credono essere molto ricco – invitano Daniel per un week-end. Ed è qui che egli fa la conoscenza dei duchi di Glenavon, un'altra famiglia patrizia e allo stesso modo sulla via dell'impoverimento, al punto che la giovane Patricia Graham – della quale Daniel si invaghisce -, figlia della coppia ducale, non esita a confidargli – con cinismo – di essere la promessa sposa del banchiere Henry V. Manningdale non certo per amore, ma solo perché il suo denaro avrebbe permesso lo sfruttamento delle miniere rhodesiane di magnelite (un metallo immaginario) che il padre aveva ereditato.
Scavalcando le trattative (finanziarie e matrimoniali) che Manningdale intratteneva col duca di Glenavon, Daniel conclude con quest'ultimo un contratto nel quale si impegnava ad acquistare le miniere e a condividerne gli utili, il tutto per cifre decisamente allettanti. Dopo l'accordo, il fatto che Daniel confidi ai Glenavon di non avere un soldo suscita qualche scalpore, ma i duchi – conquistati dall'aspetto divertente della spregiudicata impresa dell'uomo, così diversa rispetto al modo di fare morigerato degli inglesi - accondiscendono alla supplica di Daniel di concedergi ancora 30 giorni di tempo, al termine dei quali i guadagni – dice Daniel – avrebbero cominciato a farsi vedere.
E nei 30 giorni che seguono Daniel compie il miracolo: una campagna pubblicitaria battente, sempre a base di sfilate e cortei di mongolfiere, conferenze stampa a livello mondiale in cui veniva magnificata la potenzialità della magnelite – della quale nessuno, e tantomeno Daniel, in verità, sapeva gran che – di costruire un mondo migliore, l'istituzione della Magnelite Lim., con tanto di lussuosi edifici in centro, alla quale venivano a far parte i duchi di Glenavon in qualità di presidente e tesoriera, loro figlia Patricia, e persino i Challoner, tutto ciò portava alla costituzione di una società per azioni per lo sfruttamento delle miniere, alla quale aderivano numerosi investitori (anche Snyderling era arrivato dall'America per chiedere al suo ex-dipendente Daniel un trattamento di favore nella divisione degli utili). L'impresa si mostrava foriera di enormi profitti.
Senonché l'unica persona che veramente si intendesse di magnolite, il dottor Plumet, chimico di Digione, spiega a Daniel in primo luogo che l'unico maniera per trattare in modo economicamente produttivo il minerale era quella da lui ideata, e brevettata, e in secondo luogo che aveva venduto il brevetto a Manningdale. I 30 giorni sono trascorsi. La Magnelite Lim., a questo punto, non poteva che rivelarsi un fallimento ed una perdita per tutti i sottoscrittori, compresi i duchi di Glenavon. Daniel vende i propri diritti a Manningdale, anzi, glieli cede gratuitamente, ed appura inoltre che il coinvolgimento di Patricia nell'impresa non era nient'altro che un altro affare di business (come quello con Manningdale), e non – come aveva sperato – d'amore.
Sconfitto, Daniel si imbarca per tornare in America. I Glenavon, insieme ad altre persone che avevano gradito il suo operare sbarazzino, divertente e sprezzante in fatto di affari, gli organizzano, all'aeroporto, un addio a base di banda musicale, com'era nel suo stile. Dopo di che Daniel, mesto, si avvicina all'aviogetto, e fa per salirvi. Sulle scalette di imbarco incontra la sua vecchia segretaria Millie, che pure sta tornando negli Stati Uniti. L'espressione di Daniel muta in un sorriso. Il portellone si chiude.

## Produzione
Le riprese sono state effettuate ai Denham Film Studios di Alexander Korda.
La pellicola, per l'uscita britannica, consisteva in 9 rulli per una lunghezza complessiva di 2400 metri.

## Colonna sonora
Oltre alla colonna sonora composta da Miklós Rózsa, nel film si possono udire i seguenti brani musicali: la Marcia n° 1 da Pomp and Circumstance op. 39 di Edward Elgar, corredata di testo (Land of Hope and Glory) di Arthur Christopher Benson; i canti popolari She Was Poor But She Was Honest, n° 9621 del Roud Folk Song Index(intonato da Nancy Burne e Billy Bray), For He's a Jolly Good Fellow, lo scozzese Auld Lang Syne; e la canzone Magnelite.

## Distribuzione
Il film è uscito nelle sale cinematografiche britanniche il 13 gennaio 1937 distribuito dalla United Artists; negli Stati Uniti, distribuito dalla Columbia Pictures, Trappola d'oro ha debuttato il 22 aprile dello stesso anno. In Italia il film è stato distribuito dall'ENIC.
Il film è stato edito in DVD nel 2011 a cura della Synergy Ent; il film è visionabile su Internet Archive e sulla piattaforma YouTube.

## Accoglienza
Graham Greene, sullo Spectator del 19 marzo 1937, dava del film una recensione negativa, etichettandolo come "il peggior film inglese del trimestre". Greene criticava gli effetti speciali e "la completa ignoranza – nonostante la casa di produzione nazionale – della vita e dei modi di fare inglesi." Ammettendo che un film è pur sempre un'opera di fantasia, Green ciononostante lamentava che "anche la fantasia ha bisogno di qualche relazione con la vita."
Su Variety del 31 dicembre 1936 leggiamo: "Da diverso tempo Edward G. Robinson cercava di interpretare qualcosa di diverso rispetto al vistoso uomo del racket, e per questo motivo è andato a Londra dopo aver ricevuto la proposta di partecipare al film. Non aveva del tutto torto a provare di cimentarsi con qualcosa di diverso, se non fosse che, come protagonista romantico accanto a Luli Deste, figura un poco goffo. (…) Tre sceneggiatori hanno scritto buoni dialoghi per il film e l'hanno fornito di diverse situazioni di commedia che sono abilmente sfruttate dal regista Marion Gering."